# Маунтин Вју (Мисури)
Маунтин Вју (енгл. Mountain View) град је у америчкој савезној држави Мисури.

## Демографија
По попису из 2010. године број становника је 2.719, што је 289 (11,9%) становника више него 2000. године.
| Група             | 2000.         | 2010.         |
| Белци             | 2.290 (94,2%) | 2.620 (96,4%) |
| Афроамериканци    | 0 (0,0%)      | 2 (0,1%)      |
| Азијати           | 7 (0,3%)      | 9 (0,3%)      |
| Хиспаноамериканци | 38 (1,6%)     | 50 (1,8%)     |
| Укупно            | 2.430         | 2.719         |